# Musée vivant du cheval
 (juillet 2015).
Le musée vivant du cheval est un musée et une salle de spectacle équestre situés dans les Grandes Écuries du château de Chantilly, à Chantilly dans l'Oise (Hauts-de-France).
Il a été ouvert au public en 1982 pour y accueillir le musée vivant du Cheval, entièrement rénové en 2013. Ce musée destiné à tous les publics relate à travers plus de 200 objets et œuvres d'art l'importance de la relation entre l'homme et le cheval depuis le début des civilisations et propose des animations équestres « vivantes », présentations pédagogiques et spectacles équestres.

## Historique
Les Grandes Écuries ont été construites par l'architecte Jean Aubert entre 1719 et 1740 à la demande du septième prince de Condé, Louis Henri de Bourbon qui, selon la légende, pensait se réincarner en cheval et voulait des écuries dignes de son rang. Deux nefs accueillaient à cette époque 240 chevaux, soit 180 mètres de long en tout. Ainsi que 500 chiens répartis en différentes meutes pour les chasses quotidiennes, qui avaient lieu tout au long de l'année. Parmi les 220 chevaux présents en 1740, 191 étaient destinés au duc et 29 à la duchesse.
Yves Bienaimé, ancien propriétaire de centres équestres, obtient un bail pour le bâtiment de la part de son propriétaire, l'Institut de France et fait restaurer ce bâtiment. Le 6 juin 1982, le musée vivant du Cheval ouvre ses portes après cinq mois d'importants travaux de remise en état. Dix salles sont alors présentées au public, composées de collections personnelles. Il commande des œuvres à des artistes contemporains sur le thème du cheval et divers autres sujets. Constituée depuis 1982, la collection du musée vivant du Cheval peut être prêtée à d'autres musées pour des expositions temporaires. La grande nef, qui était alors un manège de club hippique, devient la galerie des disciplines équestres et une quinzaine de chevaux sont présentés dans les boxes du Duc d'Aumale.
En 2007, le musée est cédé à la fondation pour la sauvegarde et le développement du domaine de Chantilly, fondée en 2005 à l'initiative et avec le soutien financier du prince Karim Aga Khan IV.
Le musée a fermé ses portes au début de l'année 2009 pour des travaux de rénovation. Lors de ces travaux, la cavalerie du musée vivant du Cheval avait pris pension dans les anciennes écuries du Cadre noir de Saumur et a présenté un gala en commun avec le Cadre noir. Le grand dôme des écuries a été rouvert au cours de l'année 2009, après l'installation de nouvelles tribunes et l'agrandissement de la piste centrale. Une refonte complète des 15 salles du musée a eu lieu, ces dernières explorent l'histoire et la relation entre l'homme et le cheval à travers différentes époques et cultures. L'ensemble des salles ont été ouvertes aux publics lors de l'inauguration le 16 juin 2013. 50 millions d'euros d'investissements ont été réalisés sur le site par la fondation pour la sauvegarde de Chantilly de Karim Aga Khan IV.

## Architecture

### En extérieur
Sur la commande du duc Louis IV Henri de Bourbon-Condé, Jean Aubert réalise un palais pour les chevaux. Il s'inspira des Grandes écuries de Versailles construites par son ancien maître, Jules Hardouin-Mansart. Les Grandes écuries sont entièrement bâties en pierre de taille , elles sont exceptionnelles par leurs dimensions tout comme par leur magnificence. Longues de 186 mètres, les Grandes écuries abritent une nef à l'Est qui abrite encore aujourd'hui les boxes des chevaux et une nef à l'Ouest reliées en leur centre par le dôme. Ce dernier est surplombé d'une réplique en plomb de la statue de La Renommée, œuvre d'Antoine Coysevox destinée à être placée de part et d'autre de la balustrade supérieure du bassin de l'Abreuvoir du parc du château de Marly. Parallèlement au projet d'installation de la réplique de la statue de la Renommée, la DRAC entreprend la restauration du dôme des Grandes écuries, lui offrant ainsi une nouvelle vie alors qu'il était gravement menacé.
Jean Aubert choisit un décor de pierres pour orner ce palais notamment avec une thématique autour de la victoire militaire et du cheval. De magnifiques sculptures de pierre ornent les frontons des bâtiments des Grandes écuries : des chevaux, des trophées militaires, ou encore Diane, déesse de la chasse. Le prince de Condé était si fier de ses bâtisses qu'il n'hésitait pas à recevoir à dîner sous le dôme, haut de 28 mètres, où se réunirent notamment Louis XV, le futur Tsar Paul Ier et Frédéric II de Prusse.

### Sur la statue deLa Renommée
La Renommée est représentée, drapée à l'antique, portant une couronne de laurier sur la tête, soufflant dans une trompe et chevauchant Pégase. Au bas des sabots du cheval ailé, on peut apercevoir certains trophées militaires mais aussi des casques, des armes ou encore des boucliers. On peut également identifier la peau du lion de Némée, faisant référence à un des douze Travaux d'Hercule. L'architecte décide de placer cette sculpture au dessus du dôme des Grandes écuries pour montrer la puissance du duc Louis IV Henri de Bourbon-Condé. Le recueil dit du comte du Nord, conservé à la bibliothèque du théâtre au Château de Chantilly, est un réel témoignage de l'état des Grandes écuries avant la Révolution Française. Sur ce plan datant de 1784, on peut apercevoir la statue de La Renommée qui domine le dôme des Grandes écuries. Lors de la Révolution française, en 1792, la statue fut mise en pièces et emportée à Paris pour être fondue. Grâce à Yves Bienaimé, fondateur du Musée vivant du Cheval, elle a été installée en 1989, à l'occasion du bicentenaire de la Révolution, par une réplique commandée au sculpteur Michel Bourbon. Cette dernière a été réalisée en plomb battu, grâce aux sculptures conservées de la statue originale du château de Marly . La copie de cette sculpture est en tous points fidèle, hormis le poids. L'original pesait près de 10 tonnes alors que la statue actuelle pour laquelle la technique du repoussé a été utilisée, n'en pèse que 3.
Dans le cadre d'un spectacle équestre créé et proposé par la Compagnie équestre des Grandes Écuries, intitulé Il était une fois… les Grandes Écuries, une interprétation "vivante" de La Renommée est proposée et incarnée par une écuyère de la Compagnie équestre.

## Descriptif

### Le parcours muséal
Les collections proviennent des réserves du musée Condé ou de collections privées, notamment celles du prince Karim Aga Khan IV. Elles témoignent des différentes utilisations du cheval et des formes esthétiques appréciées à travers plusieurs pays du monde.
Le musée vivant du Cheval aborde plusieurs thématiques : l’histoire de la domestication du cheval, les différentes races de chevaux dans le monde ou encore l’évolution des formes de harnachement à travers les siècles. Une salle est ainsi dédiée aux outils inventés par l’homme pour maîtriser sa monture.
Une collection de vases en verre de Bohème gravés du milieu du XIXe siècle illustre la représentation du cheval dans l’art et plus spécifiquement dans les arts décoratifs. La bibliophilie est aussi présente avec un ensemble de livres anciens en lien avec le cheval. Le musée retrace également le rôle du cheval par rapport au pouvoir, à la guerre, la chasse ou encore les loisirs. Les courses hippiques, qui font la renommée de Chantilly depuis 1834, sont représentées dans deux salles du musée, une vidéo permet ainsi de découvrir l’évolution de la position des jockeys à travers les époques. Enfin, un ensemble d’animaux de carrousel est exposé dans le musée, avec plusieurs chevaux en bois sculpté. Dans la Nef Ouest deux voitures hippomobiles sont exposées : la calèche de chasse des Impératrices Joséphine et Marie-Louise et de la reine Marie-Amélie et la berline de gala du Duc de Bourbon.
Depuis 2023, l’équipe de conservation du musée vivant du Cheval réorganise l’agencement des salles. Les métiers liés au cheval, tels que sellier, maréchal-ferrant et vétérinaire, y sont mis à l’honneur. Le territoire de Chantilly est également valorisé à travers des espaces consacrés à la vènerie, aux courses de galop, au polo et aux spectacles. Des ambiances typiques des écuries sont recréées, notamment avec la présentation de la sellerie.

### Les spectacles et les chevaux

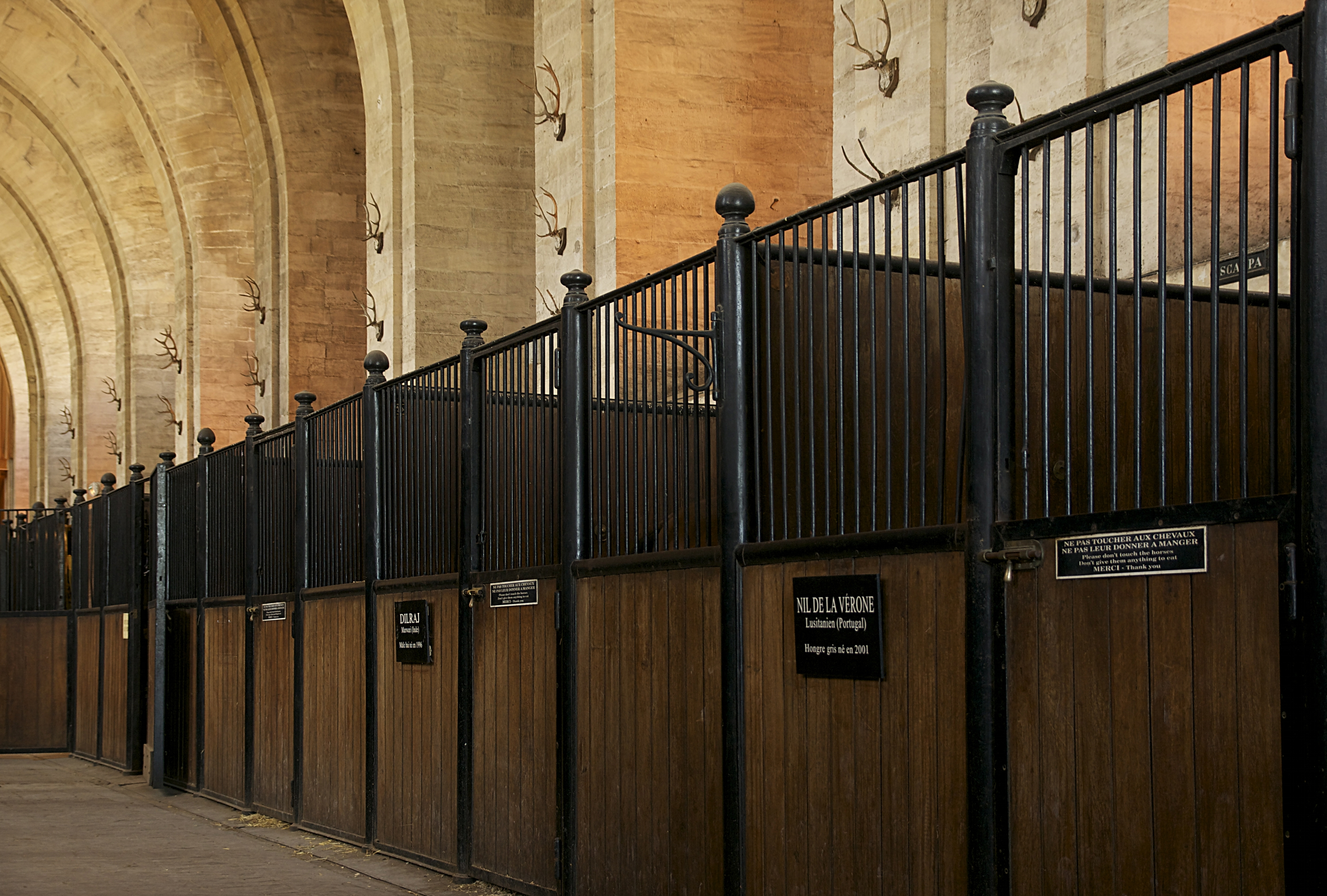
Stalles des grandes écuries.

Imaginés et mis en scène par Sophie et Virginie Bienaimé, les spectacles des Grandes écuries réunissent divers arts : l’équitation de haute école (piaffer, passage, pirouettes, appuyers, changements de pied), les figures équestres (révérences, coucher, cabrés, pas espagnol), la voltige, la musique, le théâtre, le cirque, etc et des arts extérieurs comme la formation de chanteurs corses, le trio Sarocchi pour le spectacle Kavallisté en 2014-2015. La Compagnie équestre propose chaque année plus de 120 représentations qui émerveillent des dizaines de milliers de spectateurs. Les Grandes écuries abritent une quarantaine de chevaux, ânes, poneys qui participent régulièrement à des démonstrations de dressages dans la carrière à l'extérieur du musée ainsi qu'à des spectacles qui se déroulent sous le dôme transformé en salle de spectacle équestre. Depuis novembre 2011, l'équitation de tradition française pratiquée aux Grandes écuries de Chantilly est inscrite au patrimoine immatériel de l'UNESCO.
Les cavalières sont des écuyères permanentes ayant acquis un haut niveau de dressage avec un diplôme équivalent ou supérieur au BEES1 (monitorat). Sophie Bienaimé, fille du fondateur, dirige à la fois la Compagnie équestre et les spectacles produits sous le dôme des Grandes Écuries.
Aujourd’hui, les chevaux des Grandes Écuries sont essentiellement ibériques, Pura Raza Española ou lusitaniens. Ces chevaux de service dans les fermes espagnoles ou portugaises, utilisés pour rassembler le bétail et parader, notamment au pèlerinage d’El Rocio, en Andalousie, ou lors de la grouillante et bigarrée foire de Golegã, au Portugal, ont été sélectionnés génétiquement pour l’art tauromachique avant tout. Sur une aire circulaire réduite, une arène de corrida, ils doivent faire preuve d’agilité, de courage et d’un sens de l’esquive, réflexe naturel étayé par un dressage de précision permettant aux rejoneadores espagnols et aux cavaleiros portugais de faire montre de leur science équestre tout en combattant le taureau.
Ces chevaux sont génétiquement doués pour les airs relevés, piaffers et passages, mais également pour évoluer sur un espace réduit, comme la piste de 13 mètres de diamètre du dôme des Grandes écuries. Ils arrivent en général aux Grandes écuries à l'âge de quatre ou cinq ans, puis, après deux à trois ans de formation, de la basse à la haute école, ils entrent progressivement en piste. D’abord dans les présentations pédagogiques, puis dans les spectacles.    
D’autres races de chevaux sont néanmoins passées par les Grandes écuries : Pur-sang arabes, traits de toutes races, chevaux de sport allemand de l’Oldenbourg, selle français, pur-sang anglais, anglo-arabe, criollos argentins (pour Polo tango), barbes-arabes, frisons et arabo-frisons, le marwari Dilraj, minorquin. Sans oublier les multiples races de poneys, shetlands, mini-shetlands, pottocks, welshes, les ânes et autre baudet du Poitou.